# QSL 카드

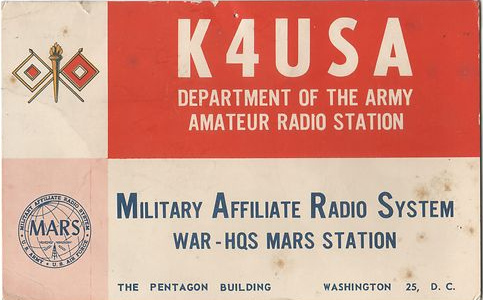

QSL 카드(QSL card)는 아마추어 무선사들이 교신을 하고 주고받는 엽서 같은 것이다.
두 개의 아마추어 무선 또는 시민 밴드 기지국 간의 양방향 무선 통신에 대한 서면 확인이다. AM 라디오, FM 라디오, 텔레비전 또는 단파 방송국으로부터의 신호의 단방향 수신, 또는 제3자 청취자에 의한 양방향 무선 통신 수신이다. 일반적인 QSL 카드는 일반 엽서와 같은 크기와 같은 재질로 만들어지며 대부분 우편으로 발송된다.
QSL 카드는 Q 코드 "QSL"에서 이름을 따왔다. Q 코드 메시지는 진술 또는 질문을 나타낼 수 있다. (코드 다음에 물음표가 오는 경우) 이 경우 'QSL?' (물음표 참고)는 "내 전송 수신을 확인합니까?"를 의미한다. 반면 'QSL'(물음표 없음)은 "귀하의 전송을 확인합니다."를 의미한다.